# 蒙塔夸 (蒙大拿州)
蒙塔夸（英語：Montaqua）是位於美國蒙大拿州卡本縣的普查規定居民點。

## 人口
根據2020年美國人口普查的數據，蒙塔夸的面積為3.65平方千米，皆為陸地。當地共有人口120人，而人口密度為每平方千米32.88人。